# Leonel Fernández (strzelec)
Leonel Fernández Garin (ur. 14 kwietnia 1934 w Gwatemali) – gwatemalski strzelec, olimpijczyk.
Wystąpił na Letnich Igrzyskach Olimpijskich 1968, na których wystartował w karabinie małokalibrowym w trzech pozycjach z 50 metrów. Uplasował się na 56. miejscu, wyprzedzając sześciu strzelców.

## Wyniki olimpijskie
| Igrzyska | Konkurencja                               | Wynik                                                                              | Miejsce | Źródło |
| -------- | ----------------------------------------- | ---------------------------------------------------------------------------------- | ------- | ------ |
| IO 1968  | Karabin małokalibrowy, trzy postawy, 50 m | Leżąc – 391 punktów Klęcząc – 363 punkty Stojąc – 314 punktów Razem – 1068 punktów | 56      | [ 1 ]  |